# آنتون دوبوش
آنتون دوبوش (رومانیایی: Anton Doboș؛ زادهٔ ۱۳ اکتبر ۱۹۶۵) بازیکن فوتبال اهل رومانی بود.
از باشگاه‌هایی که در آن بازی کرده‌است می‌توان به باشگاه فوتبال دینامو بخارست، باشگاه فوتبال آ. ا. ک آتن، و باشگاه فوتبال استوا بخارست اشاره کرد.
وی همچنین در تیم ملی فوتبال رومانی بازی کرده‌است.